# Manuel Ricciardi
Manuel Ricciardi es un deportista portugués que compitió en vela en la clase Star. Ganó dos medallas en el Campeonato Europeo de Star, plata en 1964 y bronce en 1965.

## Palmarés internacional
| Campeonato Europeo | Campeonato Europeo | Campeonato Europeo | Campeonato Europeo |
| Año                | Lugar              | Medalla            | Clase              |
| ------------------ | ------------------ | ------------------ | ------------------ |
| 1964               | ND                 | Medalla de plata   | Star               |
| 1965               | ND                 | Medalla de bronce  | Star               |